# ポートランド (戦列艦・3代)
|          | |
| 艦歴     | |
| 発注:    | 1743年4月24日 |
| 建造:    | スネルグラヴ造船所（ライムハウス）                                                                                          |
| 進水:    | 1744年10月11日 |
| 竣工:    | 年月日 |
| その後:  | 1763年売却 |
| 性能諸元 | |
| クラス:  | 1741年提案の50門4等戦列艦                                                                                                   |
| 全長:    | 砲列甲板：140ft (42.7m) |
| 全幅:    | 40ft (12.2m) |
| 喫水:    | 17ft 2½in (5.2m) |
| 機関:    | 帆走（3本マストシップ） |
| 兵装:    | 50門： 上砲列：12ポンド（5kg）砲22門 下砲列：24ポンド（11kg）砲22門 後甲板：6ポンド（3kg）砲4門 艦首楼：6ポンド（3kg）砲2門 |

ポートランド(HMS Portland)はイギリス海軍の50門4等戦列艦。1774年10月12日にライムハウスで進水した。設計は1741年提案の寸法規定に従っている。ポートランドは1763年に売却されるまで現役だった。

## 参加海戦
- ミノルカ島の海戦
- ラゴスの海戦